# Dasychira discjunctifascia
Dasychira discjunctifascia är en fjärilsart som beskrevs av Collenette 1936. Dasychira discjunctifascia ingår i släktet Dasychira och familjen tofsspinnare. Inga underarter finns listade i Catalogue of Life.